# Rithachaupata
Rithachaupata (en népalais : रिठाचौपाटा) est un comité de développement villageois du Népal situé dans le district de Darchula. Au recensement de 2011, il comptait 4 705 habitants.